# Reinhold Jackstell
Reinhold Jackstell (* 2. August 1923 in Hamburg; † 5. März 2004 in Willstätt) war ein deutscher Fußballspieler und -trainer. Er hat einen erheblichen Teil seiner Spielerzeit in französischen Vereinen absolviert und war zuvor auch in Deutschland in drei Oberligen aktiv gewesen. Jackstell war der Prototyp eines fußballerischen „Wandervogels“, der bei kaum einem seiner Klubs länger als eine oder zwei Saisons blieb.

## Spielerkarriere

### In Deutschland
| Vereinsstationen in Deutschland | von … bis |
| ------------------------------- | --------- |
| Rasensport Harburg              |           |
| Borussia Harburg                | bis 1949  |
| Altonaer FC 93                  | 1949–1951 |
| Stuttgarter Kickers             | 1951/52   |
| Schwarz-Weiß Essen              | 1952/53   |

Als Reinhold Jackstell im Sommer 1949 zum Zweitligisten Altona 93 kam, war er bereits 26 Jahre alt. Über seinen vorherigen Werdegang, insbesondere die Zeit vor und während des Zweiten Weltkriegs, ist nur bekannt, dass er spätestens 1942 für Rasensport Harburg und später mehrere Jahre für Borussia Harburg gespielt hatte. Die Mannschaft aus dem Süderelberaum war gerade aus der Verbandsliga (Alsterstaffel) abgestiegen, während die Altonaer sich anschickten, wieder erstklassig zu spielen und in die norddeutsche Oberliga aufzusteigen. Der Neuzugang fügte sich als Innenstürmer auf Anhieb erfolgreich in die Altonaer Angriffsreihe ein, in der mit Heinz Mühle ein „alter Haudegen“ und gelegentlich mit Werner Erb ein blutjunges Talent stand, das noch in der A-Jugend spielte. Jackstell bestritt in der Saison 1949/50 21 der 22 Verbandsligabegegnungen und schoss darin 31 der 66 Tore des AFC. Auch in den damals noch sehr zahlreichen Freundschaftsspielen wusste er sich durchzusetzen, erzielte beispielsweise gegen die klassenhöheren FC St. Pauli (anlässlich der Einweihung der wieder aufgebauten Adolf-Jäger-Kampfbahn, Endstand 5:4) zwei, gegen Werder Bremen (3:6) und den Eimsbütteler TV (3:3) sogar jeweils alle drei Altonaer Treffer. Ebenso effizient erwies er sich in der anschließenden Oberliga-Aufstiegsrunde, die für die 93er keineswegs ein Selbstgänger war: Reinhold Jackstell schoss je drei Tore gegen Eintracht Osnabrück und Goslar 08 sowie mindestens zwei im entscheidenden, 4:1 gewonnenen Spiel bei Bremens Vertreter Blumenthaler SV, woraufhin die Hamburger Morgenpost am nächsten Tag titelte: „Jackstell-Tore entscheiden“.
In der anschließenden Oberligasaison fehlte er verletzungsbedingt in mehreren Punktspielen, brachte es darin auf lediglich 18 Einsätze und nur noch sechs Treffer. Am Ende musste Altona 93, wenn auch nur aufgrund seines schlechten Torverhältnisses, in die inzwischen eingleisige Hamburger Amateurliga zurückkehren, und zu der großen Gruppe von Spielern, die den Verein daraufhin im Sommer 1951 verließen, gehörte auch Jackstell. Ihm hatten die Stuttgarter Kickers eine Stellung bei der Landessparkasse verschafft, womit er seine nicht sonderlich hohen Bezüge als Vertragsspieler deutlich aufstocken konnte. In dieser Saison bestritt er 29 Spiele, meist an der Seite des Torjägers Siegfried Kronenbitter, war selbst allerdings mit neun Treffern nur mäßig erfolgreich. Bereits frühzeitig in dieser Spielzeit 1951/52 äußerte er den Wunsch, nach Hamburg zurückzukehren, wofür die Kickers ihm allerdings die Freigabe verweigerten; nachdem die Degerlocher lediglich den zwölften Rang im Abschlussklassement der Oberliga Süd belegten, stimmte der Klubvorstand dann doch seinem Wechsel zu. Allerdings ging Reinhold Jackstell dann nicht in seine Heimatstadt, sondern nahm ein Angebot des West-Oberligisten Schwarz-Weiß Essen an, der in der Stadt – wie die Kickers in Stuttgart – als Verein des „betuchten Bürgertums“ galt. In seinen dortigen 22 Oberligapartien schoss er zehn Tore; allerdings beendete er auch mit SWE die Saison 1952/53 lediglich im unteren Tabellenmittelfeld (Rang 13). Bei dem denkwürdigen Lokalderby gegen RWE stand Jackstell auf Halblinks in der Mannschaft der Schwarz-Weißen, das wegen eines Torpfostenbruches – dem ersten in der deutschen Ligageschichte (21. September 1952 an der Hafenstraße) – nach 37 Minuten beim Stand von 1:1 abgebrochen werden musste. In dieser kurzen, sehr hitzig geführten Partie auf „regnerisch-glitschigem Boden [traten] Jackstell und ‚Penny‘ Islacker einander gegen die Schienbeine, daß es nur so krachte“. Sein Altonaer Sturmpartner Werner Erb hingegen erinnert sich nicht daran, dass Jackstell ein sonderlich kämpferischer oder harter Spieler gewesen war, sondern nannte als hervorstechendstes Merkmal dessen gute balltechnische Fähigkeiten.

### In Frankreich
| Vereinsstationen in Frankreich | von … bis         |
| ------------------------------ | ----------------- |
| Racing Lens                    | 1953/54           |
| SCO Angers                     | 1954 – Sept. 1956 |
| Stade Français Paris           | Okt. 1956 – 1958  |
| Olympique du Littoral Alger    | 1958/59           |
| GS Orléansville                | 1959 – 1961       |
| SC Bel-Abbès                   | 1961/62           |
| SC Challans                    | 1962/63           |
| AS Gien                        | 1963 – 1965       |
| CS Pithiviers                  | 1965/66           |

Auch in Essen hielt es ihn nur für ein Jahr. Kurz vor seinem 30. Geburtstag schloss er sich dem Racing Club Lens an. Der Kader des nordfranzösischen Erstdivisionärs setzte sich in den 1950ern zwar noch ganz überwiegend aus aus der Region stammenden Bergleuten zusammen, aber die Finanzkraft der hinter dem Verein stehenden Bergwerksgesellschaft erlaubte ihm im Einzelfall immer wieder, ausländische Fußballer zu verpflichten, denen sie dann – so auch Reinhold Jackstell – einen gut dotierten Arbeitsplatz verschaffte. Carstens Behauptung, Jackstell sei 1953 „erster deutscher Profi in Frankreich“ geworden, ist allerdings unzutreffend, weil diesen Weg bis 1939 bereits 17 Deutsche, darunter bekannte wie Walter Kaiser, Walter Vollweiler und Ossi Rohr, gegangen waren. Auch nach dem Zweiten Weltkrieg waren vor ihm bereits andere, beispielsweise Heinrich Skiba, Kurt Clemens und Karl-Heinz Spikofski, in den französischen Berufsfußball-Spielbetrieb gewechselt.
Bei Lens spielte er in einer guten Mannschaft, zu der Mitspieler wie Xercès Louis, der Niederländer Wilhelm van Lent, Théodore Szkudlapski und der junge Maryan Wisnieski gehörten. Jackstell wurde in 23 Ligaspielen berücksichtigt, schoss darin neun Tore, schloss die Saison als Tabellen-Siebter ab – und zog 1954 dennoch zum Zweitdivisionär SCO Angers weiter. In Angers blieb er zweieinviertel Jahre und trug in insgesamt 55 Ligaspielen mit 19 Treffern tatkräftig dazu bei, dass der Sporting Club de l’Ouest am Ende der Saison 1955/56 in die höchste französische Liga aufstieg. Der deutsche Stürmer galt dort als „hervorragender Torschütze [und] für die gegnerischen Abwehrspieler gefährliche Kämpfernatur“. Als Angers, zu dessen bekanntesten Akteuren Jules Sbroglia, Henri Biancheri, Kazimir Hnatow und Claude Bourrigault zählten, allerdings 1956/57 in der Division 1 eine gute Rolle spielte und im Landespokal sogar das Finale erreichte, hatte er – ob dies auf eigenen Wunsch oder aufgrund der Entscheidung seines Vereins geschah, ist aus der verwendeten Literatur nicht zu ermitteln – nur noch zwei Spiele absolviert und trug ab Oktober 1956 bereits den Dress des Hauptstadtklubs Stade Français. Die zwei dort folgenden Spielzeiten – beide in der zweiten Division – verliefen eher enttäuschend: SF dümpelte jeweils nur im unteren Tabellenmittelfeld herum, und Jackstell bestritt insgesamt lediglich 32 Begegnungen (noch zehn eigene Treffer).
Zu den aus der verwendeten Literatur nicht zu klärenden Fragen zählt auch, was Reinhold Jackstell 1958 dazu veranlasste, seine Karriere ausgerechnet im vom Bürgerkrieg geschüttelten Algerien (Algérie Française) fortzusetzen; dies könnten sportliche, persönliche oder berufliche Motive des fast 35-Jährigen gewesen sein. Er blieb dort vier Jahre, in denen er den Dress dreier Vereine trug: in Algier bei Olympique du Littoral, danach von 1959 bis 1961 im heute Ech Cheliff genannten Orléansville beim dortigen Groupe Sportif und 1961/62 beim SC Bel-Abbès. In Sidi bel Abbès war er möglicherweise als Spielertrainer tätig. Alle drei Vereine traten nur in der höchsten regionalen Amateurliga, der algerischen Division d’Honneur, an, und lediglich GS Orléansville spielte eine bessere Rolle als Halbfinalist der Coupe de l’Algérie 1959/60 sowie als Viertplatzierter in der Meisterschaftsendrunde 1960/61. Jackstell scheint in Algerien fußballerisch aber keinen bleibenden Eindruck mehr hinterlassen zu haben; in einem Bericht vom Januar 1962 über ein Punktspiel zwischen dem SC Bel-Abbès und seinem vorherigen Verein GSO findet er keine Erwähnung.
Nach der algerischen Unabhängigkeit kehrte er auf das französische Festland zurück, zunächst in die Vendée, wo er eine Saison für den unterklassigen Amateurklub SC Challans spielte, anschließend und offenbar aus beruflichen Gründen (siehe weiter unten) ins Département Loiret, östlich von Orléans. Dort hießen seine ebenfalls bestenfalls regionale Bedeutung aufweisenden Vereine AS Gien und CS Pithiviers; es ist anzunehmen, dass er in diesen Jahren als Spielertrainer fungierte. In Pithiviers beendete Reinhold Jackstell 1966, kurz vor seinem 43. Geburtstag, seine Spielerkarriere, in der er seit 1949 insgesamt 212 Spiele mit 84 Toren in den obersten Spielklassen absolviert hatte, davon 69/25 in Deutschlands sowie 25/9 in Frankreichs erster, dazu 31/21 in Deutschlands und 87/29 in Frankreichs zweiter Liga. Einen Titel konnte er mit keinem seiner zahlreichen Vereine gewinnen.

## Leben nach der Zeit als Spieler
Möglicherweise schon 1963, spätestens aber 1965 arbeitete Reinhold Jackstell als kaufmännischer Angestellter bei der BASF, anfangs bei der Suma S.A., einem 1962 eröffneten Tochterunternehmen in Gien, und ab 1966 in Willstätt in Baden-Württemberg, wo die BASF im selben Jahr ein Werk für die Produktion von Magnetbändern eröffnete und wo Jackstell bis zu seinem Tod auch lebte. Wieder in Deutschland, hat er nebenher mehrere Amateurmannschaften im deutsch-französischen Grenzgebiet trainiert, darunter mit dem Kehler FV 1966/67 einen Drittligisten. Als weitere Stationen schlossen sich der SV Oberkirch und der SV Haslach an; es folgten Vereine aus Bischofswill (dies könnte der elsässische FC Bischwiller gewesen sein – Bischofswill ist der historische Name von Bischwiller), Schiltigheim (vermutlich der Sporting Club) und schließlich – ebenfalls in Frankreich – die Étoile Sportive Wolfisheim.
Jackstell soll später an Alzheimer erkrankt sein; er starb in seinem 81. Lebensjahr.